# أدريان والر
أدريان والر (بالإنجليزية: Adrian Waller) هو لاعب إسكواش بريطاني، ولد في 26 ديسمبر 1989 في منطقة أنفيلد في المملكة المتحدة.

## وصلات خارجية
- أدريان والر على موقع الاتحاد الدولي لمحترفي الاسكواش (مؤرشف) (الإنجليزية)
- أدريان والر على موقع SquashInfo.com (الإنجليزية)